# USS Robert E. Lee (SSBN-601)
USS Robert E. Lee (SSBN-601) – amerykański okręt podwodny z napędem atomowym typu George Washington. W czasie swojej służby w amerykańskiej marynarce wojennej w latach 1960-1983 jednostka ta przenosiła 16 pocisków balistycznych SLBM typu Polaris - kolejno Polaris A-1 i Polaris A-3.
USS "Robert E. Lee" (SSBN-601) był czwartą jednostką pierwszego typu amerykańskich strategicznych okrętów podwodnych, zbudowanego w ramach programu Fleet Ballistic Missile "41 for Freedom".